# Діаграма (представлення даних)

Секторна діаграма, що зображує кількість носіїв англійської мови

Діагра́ма — (англ. Chart; від грец. Διάγραμμα (diagramma) — зображення — малюнок, рисунок або креслення) — графічне зображення, що у вигляді певних графічних позначень показує співвідношення між різними величинами, які порівнюються, звичайно є графічним представленням деяких табличних даних. Одними з найвідоміших видів діаграм є графіки та гістограми.

## Основні типи діаграм
Діаграми в основному складаються з геометричних об'єктів (точок, ліній, фігур різних форм та кольорів) та допоміжних елементів (осей координат, умовних позначень, заголовків і т. д.). Також діаграми діляться на плоскі (двомірні) і просторові (трьохмірні або об'ємні). Порівняння й зіставлення геометричних об'єктів на діаграмах може відбуватися в різних вимірах: по площі фігури або її висоті, по місцезнаходженню точок, по їхній густині, по інтенсивності кольорі і т. д. Крім того, дані можуть бути представлені в декартовій або полярній системі координат.
Розрізняють:
- Стовпчасті та лінійні діаграми — застосовуються для спостереження змін у часі або за різних умов для невеликої кількість наборів даних.
- Графіки — використовуються для зображення трендів та функціональних залежностей. Будується за допомогою точок з'єднаних лініями або кривими вищих порядків.
- Секторні діаграми — для пропорційної залежності в певний момент часу.
- Гістограми — походить від стовпчастої діаграми[5]. Має вигляд стовпців без розривів між ними. Широко застосовується в статистиці для зображення дискретного розподілу частот.
- Діаграми з областями
- Точкові діаграми
- Біржові діаграми
- Поверхневі діаграми
- Кільцеві діаграми
- Бульбашкові діаграми
- Пелюсткові діаграми
- Картодіаграми — зазвичай використовується для географічних даних; також може бути використана для частин пристроїв або частин тіла людей та тварин[4].

## Секторні діаграми

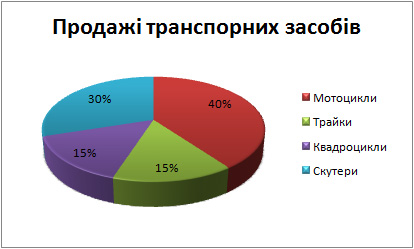
Об'ємна секторна діаграма

Секторні діаграми (кругові) — доволі поширений спосіб графічного представлення структури статистичної сукупності, оскільки ідея цілого дуже наглядно виражається кругом, який представляє всю сукупність. Відносна величина кожного значення зображується у вигляді сектора кругу. Площа сектора відповідає вкладу даного значення в суму значень. Цей вид діаграми зручно використовувати, коли потрібно показати долю кожної величини в загальному об'ємі.
При побудові спочатку будують круг, а потім секторами пропорційно виділяються його окремі частини. Інколи необхідно зобразити сукупності одних і тих же даних у різні періоди, або в різних місцях (наприклад, голоси виборців, природні ресурси), тоді будують кілька секторних діаграм, при цьому площі круга зображаються пропорційно об'єму сукупності. Комп'ютерні засоби дають змогу зображати складніші в побудові секторні діаграми (наприклад, об'ємні).

## Гістограми

Приклад гістограми

Гістограма — спосіб графічного представлення табличних даних у вигляді прямокутних стовпців без розривів між ними. Походить від стовпчастої діаграми. Щоправда, часто гістограмами називають всі види стовпцевих діаграм. Навіть у пакеті «Microsoft Office 2007» усі види стовпцевих діаграм знаходяться в меню «Гістограма». Широко застосовується в статистиці для зображення дискретного розподілу частот. Найдавніша стовпцева діаграма з'явилась в книзі шотландського політичного економіста Вільяма Плейфейра  «The Commercial and Political Atlas» (London, 1786), яка демонструє показники імпорту та експорту Шотландії в сімнадцять країн в 1781 р. Хоча Плейфейр відносився до свого винаходу скептично, в наступні роки його було прийнято багатьма, зокрема Флоренс Найтінгейл, використала їх в 1859 р. для порівняння смертності в армії в мирний час зі смертністю мирного населення, і в цей спосіб переконала владу поліпшити умови гігієни в армії.

## Пелюсткова діаграма
Пелюсткова діаграма подає числові значення як довжини відрізків, які виходять із центра діаграми під різними кутами. Кути між сусідніми відрізками однакові й визначаються кількістю відтворюваних значень: 360°/k, де k — кількість значень..
Перевага діаграм перед іншими типами наочної статистичної інформації полягає в тому, що вони дають змогу швидко провести логічний висновок з великої кількості отриманих даних. Результати розрахунків, виконаних за допомогою систем статистичних обчислень, заносяться в таблиці. Вони є основою для подальшого аналізу або для підготовки статистичного звіту.